# Eriogonum grande
Eriogonum grande är en slideväxtart som beskrevs av Edward Lee Greene. Eriogonum grande ingår i släktet Eriogonum och familjen slideväxter.

## Underarter
Arten delas in i följande underarter:
- E. g. rubescens
- E. g. testudinum
- E. g. timorum